# Ruta Estatal de Arizona 210
La Ruta Estatal de Arizona 210, y abreviada SR 210 (en inglés: Arizona State Route 210) es una carretera estatal estadounidense ubicada en el estado de Arizona. La carretera inicia en el oeste desde el Broadway Boulevard in Tucson hacia el este en la Golf Links Road en Tucson. La carretera tiene una longitud de 6,4 km (3.96 mi).

## Mantenimiento
Al igual que las autopistas interestatales, y las rutas federales y el resto de carreteras estatales, la Ruta Estatal de Arizona 210 es administrada y mantenida por el Departamento de Transporte de Arizona por sus siglas en inglés ADOT.